# Baurech
Baurech es una población y comuna francesa, situada en la región de Aquitania, departamento de Gironda, en el distrito de Burdeos y cantón de Créon. Produce vino de la AOC Cadillac.

## Demografía
| 478 | 565 | 598 | 632 | 633 | 695 |
| Para los censos de 1962 a 1999 la población legal corresponde a la población sin duplicidades (Fuente: INSEE [Consultar]) |     |     |     |     |     |